# Котешки сомове (род)
Котешките сомове (Ictalurus) са род актиноптери от семейство Котешки сомове (Ictaluridae).
Таксонът е описан за пръв път от Константен Самюел Рафинеск през 1820 година.

## Видове
- Ictalurus anguilla
- Ictalurus australis
- Ictalurus balsanus
- Ictalurus catus
- Ictalurus dugesii
- Ictalurus furcatus
- Ictalurus fuurcatus
- Ictalurus lambda
- Ictalurus lupus
- Ictalurus melas
- Ictalurus meridionalis
- Ictalurus mexicanus
- Ictalurus nebulosus
- Ictalurus ochoterenai
- Ictalurus pricei
- Ictalurus punctatus – Котешки сом
- Ictalurus rhaeas